# Kratofil Dezső
Kratofil Dezső, született Kratochfill Dezső (Hatvan 1884. május 4. – Budapest, 1976. június 6.) magyar pedagógus, a neveléstudomány kandidátusa (1976). Fiai: Baróti Dezső irodalomtörténész és Baróti Lajos labdarúgó, válogatott szövetségi kapitány.

## Életútja
A losonci tanítóképzőben, majd a budai Paedagogiumban szerzett diplomát. Tordán, Hatvanban, Baróton, később Sepsiszentgyörgyön tanított polgári iskolákban és gimnáziumokban. 1929-től a szegedi Polgári Iskolai Tanárképző Főiskola gyakorló iskolájában (Cselekvő Iskolában) a mennyiségtan szakvezető tanára és igazgatóhelyettes. Szenes Adolf igazgató nyugdíjba vonulása után az iskola igazgatója (1933–1944).
Tagja volt a Magyar Gyermektanulmányi Társaságnak és a Magyar Paedagogiai Társaságnak. A Köznevelés szerkesztőségében dolgozott (1945–1950), majd nyugdíjazásáig (1957) budapesti gimnáziumokban tanított. Főszerkesztője volt (1933–1944) a gyakorló polgári iskola tanári testülete által közreadott pedagógiai folyóiratnak, A Cselekvés Iskolájának. Szerkesztője A Gyakorló iskola könyvtára c. sorozatnak.

## Főbb munkái
- A Cselekvő Iskola néhány gyakorlati problémája. A Cselekvés Iskolája, 1936. 32-35.;
- A geometria tanításának vezérkönyve. Szeged, 1938.